# Ángeles Perianes
Ángeles Perianes Gutiérrez (Cáceres, 1979) es una arquitecta urbanista española, investigadora especialista en tecnologías de la construcción y en rehabilitación urbana sostenible.

## Trayectoria
Perianes estudió arquitectura en la Escuela Técnica Superior de Arquitectura de Madrid (ETSAM) y es arquitecta urbanista desde el año 2003. En 2010 estudió un máster en ingeniería y arquitectura en la Universidad Politécnica de Madrid (UPM). Continua su formación en la Universidad de Extremadura con un doctorado en la escuela de ingeniería industrial. Realiza investigación sobre análisis de ciclo de vida e indicadores ambientales aplicados a los edificios y a la ciudad.
Perianes trabaja desde 2009 como investigadora sobre tecnología y construcción sostenible en INTROMAC, el instituto tecnológico de la construcción de Extremadura. Desarrolla   proyectos de investigación nacionales y europeos en el ámbito de la sostenibilidad urbana, la rehabilitación de edificios, la renovación y regeneración urbana. Ha participado en proyectos premiados por la Comisión Europea como los proyectos EDEA y EDEA RENOV.
Como investigadora es autora de publicaciones académicas, y realiza investigación experimental aplicada. en el centro de innovación y calidad de la edificación extremeño. Participa en foros, conferencias y congresos sobre tecnología aplicada a la rehabilitación de barrios integral, contemplando los aspectos energético ambientales, sociales como la accesibilidad y la participación ciudadana, y económicos. En octubre de 2019 participó en el debate sobre el modelo de ciudad con motivo de la remodelación de la plaza de Santiago de Cáceres, en el marco de unas jornadas sobre arquitectura en Extremadura.
Perianes participa en instituciones que promueven la aplicación de parámetros ecológicos y de circularidad en la arquitectura y el urbanismo. Desde 2012 es socia de la Asociación Sostenibilidad y Arquitectura (ASA).

## Publicaciones seleccionadas
- 2020 Ensayos experimentales de estrategias de mejora de la eficiencia energética en los demostradores EDEA CICE, ISBN 9788412276749, págs. 140-148[3]
- 2020 Monitorización energética y confort en barrios de viviendas sociales en Extremadura, ISBN 9788412276749, págs. 366-371[1]